# Вяца сатулуй
Вя́ца са́тулуй (с молд. — Сельская жизнь) — советская республиканская газета Молдавской ССР, издававшаяся в Кишинёве 3 раза в неделю на молдавском языке.

## История
Основана в 1945 году под названием Цэранул Советик (с молд. — Советский крестьянин).
С августа 1956 по август 1959 года носила название Колхозникул Молдовей (с молд. — Колхозник Молдавии).
С 1 сентября 1959 по 1968 год не издавалась.
В 1969 году издание было возобновлено под названием Вяца сатулуй.
В 1970 году тираж издания составил 85 тыс. экз.

## Известные сотрудники
- Иван Иванович Жосул